# 흰점박이꽃무지
흰점박이꽃무지는 풍뎅이과 꽃무지의 일종이다. 약간 편평하며 딱딱한 인상을 주는 풍뎅이의 일종인데 공중에서 잘 날기 때문에 눈에 잘 띈다. 앞날개를 펼치지 않고 나는데 그 육중한 소리는 말벌과 같으며, 점박이꽃무지와 비슷하게 생겼다. 꽃에 모여들기도 하고, 나무의 수액에 모여들기도 한다. 몸 길이는 17~22mm다. 체색은 구릿빛 검은색이며 광택이 있다. 앞가슴등판과 딱지날개에는 불규칙한 흰색 내지 황백색 무늬들이 있고 곰보처럼 파인 홈이 많다. 애벌레를 굼벵이라고도 하여, 약재로 사용한다. 성충은 늦봄부터 가을까지 볼 수 있다. 한반도 전역에서 볼 수 있다. 시베리아 동부, 일본(대마도)에도 분포한다.

## 쓰임새
초가지붕에서 번식하여 여기서 사는 굼벵이는 동의보감에도 실리는 등 예로부터 한약재로 좋은 취급을 받아왔다.
생으로 먹기도 하고, 굽거나 볶아먹기도 한다.
C자 형으로 몸을 말고 있는 굼벵이는 꽃무지와 풍뎅이, 매미, 사슴벌레, 장수풍뎅이 유충을 모두 일컫는 말이다. 흰점박이꽃무지는 굼벵이를 대표하는 곤충으로서 2017년에 일반식품원료로 지정되었기에 누구나 가공하여 식재료로 판매할 수 있다. 꽃무지는 '꽃에 파묻혀 산다'는 의미다.
2014년 9월 30일 흰점박이꽃무지 애벌레가 식료품으로 한시적 인정을 받았으며. 이는 농가 소득 증대로 이어질 것으로 보인다.
애완동물로 기르기도 하는데, 굼벵이의 등으로 기는 습성 때문에 인기가 있다.

## 같이 보기
- 점박이꽃무지
- 만주점박이꽃무지
- 아무르점박이꽃무지